# エフエム東京
株式会社エフエム東京（エフエムとうきょう、英語: Tokyo FM Broadcasting Co., Ltd.）は、東京都を放送対象地域としてFMラジオ放送（超短波放送）を行う特定地上基幹放送事業者である。通称はTOKYO FM（トウキョウ・エフエム）、略称はTFM（ティーエフエム）。

## 概説
1960年に学校法人東海大学が開局した、日本初の民営超短波（FM）ラジオ放送実用化試験局である「FM東海」を前身とする放送局で、1970年4月26日に一般放送事業者が開設するFM局としてはエフエム愛知（FM AICHI、1969年12月24日開局）、エフエム大阪（FM OSAKA、1970年4月1日）に次ぐ全国3番目の放送局として開局した。設立の経緯から現在も学校法人東海大学が筆頭株主であり、親局である東京タワーの運営会社である株式会社TOKYO TOWER（旧・日本電波塔株式会社）も大株主に名を連ねている。
1980年設立の放送ネットワークである全国FM放送協議会（Japan FM Network、JFN）の設立メンバーの一つであり、JFNのキー局および基幹局に位置づけられている。ただし、JFN加盟局向けの番組制作・加盟局向け配信に付いては、一部を持分法適用関連会社であるジャパンエフエムネットワーク（JFNC）に委ねており、JFNCのスタジオがTOKYO FM本社内にあるため、事実上「自局向け番組」「ネットワーク加盟局向け番組」（JFNラインネット番組）を並行して制作している状況にある（詳細はそれぞれの項目を参照）。
放送対象地域は東京都であり、中継局も東京都下にしかないが、親局が東京タワーにあることから、首都圏の広範囲で聴取される。
全国ネットワークを保有する日本で唯一の民放FMである。

## 事業所
- 本社：〒102-8080 東京都千代田区麹町一丁目7番地（FMセンタービル）
本社・送信所の他、2階には多目的ホールである「TOKYO FM HALL」も入居する。
住所は「麹町一丁目」だが、内堀通りと新宿通りの交わる半蔵門交差点の角に位置していることから、放送内ではしばしば「東京・半蔵門の」と称される。
なお、関連会社である東京メトロポリタンテレビジョン (TOKYO MX) ならびにジャパンエフエムネットワーク（JFNC）は同じ麹町一丁目のそれぞれ別建物に入居している。
- 関西支社：〒530-0002 大阪市北区曽根崎新地2丁目6-23 MF桜橋ビル9階[1]

## グループ会社
エフエム東京は、複数の子会社・関連会社を抱えており、グループ全体を「TOKYO FMコミュニケーションズ・グループ」と称している。また、複数のジャパンエフエムネットワーク系列各社へ出資している。

### 子会社
- 株式会社サウンズネクスト
- ジグノシステムジャパン株式会社
- 株式会社ミュージックバード
- 株式会社ラジオDXアライアンス

### 関連会社・その他
- 株式会社ジャパンエフエムネットワーク（JFNC）
- 東京メトロポリタンテレビジョン株式会社（TOKYO MX）
  - エフエム東京が20.07%（筆頭株主）を出資する都域テレビ局。
  - 東京都と東京商工会議所が中心となり設立したが、開局時より経営不振に陥った。1997年、関係各所の要請により当時エフエム東京代表取締役社長を務めていた後藤亘[注釈 2]がMXの取締役社長に就任し、TFMが東京都などの保有株の一部を取得した。その後実施された第三者増資割当などにより、現在はTFMの関連会社となっている。
  - 2000年代の一時期は、帯番組『TOKYOモーニングサプリ』『5時に夢中!』などにアナウンサーの上田万由子と高柳恭子（2010年退社）がレギュラー出演していた。TFMにて、MXの番宣CMが放映されることがある。

- 株式会社InterFM897
  - 関連会社のJFNCが28.2%、エフエム東京本体が11.5%[6]を保有する外国語放送局。FMセンタービル内に本社を置く。
  - 1995年、ニフコグループ（当時ジャパンタイムズを傘下に置いていた）を母体に外国語放送局「エフエムインターウェーブ株式会社」が設立、エフエム東京は5.90%分出資していた。
  - 2006年、ニフコグループが保有する全株式をテレビ東京ブロードバンド（現：テレビ東京コミュニケーションズ）に売却。2009年には、親会社であるテレビ東京の完全子会社となり、エフエム東京との資本関係は一旦解消となった。2012年に再び売却され、木下グループの傘下となった。
  - 2020年9月、木下グループ保有の全株式をJFNCが取得し完全子会社化した。間接的な資本関係が復活し、TFMグループの一員となった。その後、数回にわたり第三者増資割当を実施し、JFNCの関連会社となる。2024年2月1日付での第三者増資割当をエフエム東京本体が引き受けたことにより、現在の株主構成となった。同年4月、登記上本社を品川区東品川のテレビ東京天王洲スタジオ内から現在地に移転した。
- 兵庫エフエム放送株式会社（Kiss FM KOBE）
  - 旧法人が2010年に民事再生法を申請したのを受け、経営再建のために新法人を設立、この際にエフエム東京が19.23%出資している。

### その他出資先（子会社・関連会社を除く）
2020年7月1日現在の主な出資先放送事業者
- 株式会社エフエム仙台 - 10.5%
- 株式会社エフエム福島 - 19.9%
- 株式会社エフエム沖縄 - 11.2%
- 株式会社エフエム岐阜 - 7.04%

### かつて存在したi-dio関連会社
V-Low帯マルチメディア放送i-dio事業に係るグループ企業。現在はすべての法人が清算完了している。
- 株式会社ジャパンマルチメディア放送（事業統括会社、エフエム東京の持分法適用会社）
  - 株式会社VIP（基幹放送局提供事業者、ジャパンマルチメディア放送の完全子会社）
  - 東京マルチメディア放送株式会社（関東・甲信越広域圏の認定基幹放送事業者、ジャパンマルチメディア放送のマスメディア集中排除原則の支配関係下）

## 資本構成
企業・団体は当時の名称。出典：

### 2016年3月31日
| 資本金       | 発行済株式総数 | 株主数 |
| ------------ | -------------- | ------ |
| 13億3500万円 | 900,000株      | 90     |

| 株主                             | 株式数   | 比率   |
| -------------------------------- | -------- | ------ |
| 学校法人東海大学                 | 92,000株 | 10.22% |
| 日本電波塔                       | 65,600株 | 07.28% |
| 大日本印刷                       | 44,900株 | 04.98% |
| みずほ銀行                       | 44,500株 | 04.94% |
| 読売新聞東京本社                 | 44,000株 | 04.88% |
| パナソニック                     | 44,000株 | 04.88% |
| 北陸大学                         | 40,000株 | 04.44% |
| 日本電気                         | 36,000株 | 04.00% |
| 日本トラスティ・サービス信託銀行 | 30,000株 | 03.33% |
| みずほキャピタル                 | 26,000株 | 02.88% |

## 沿革
- 1960年（昭和35年）

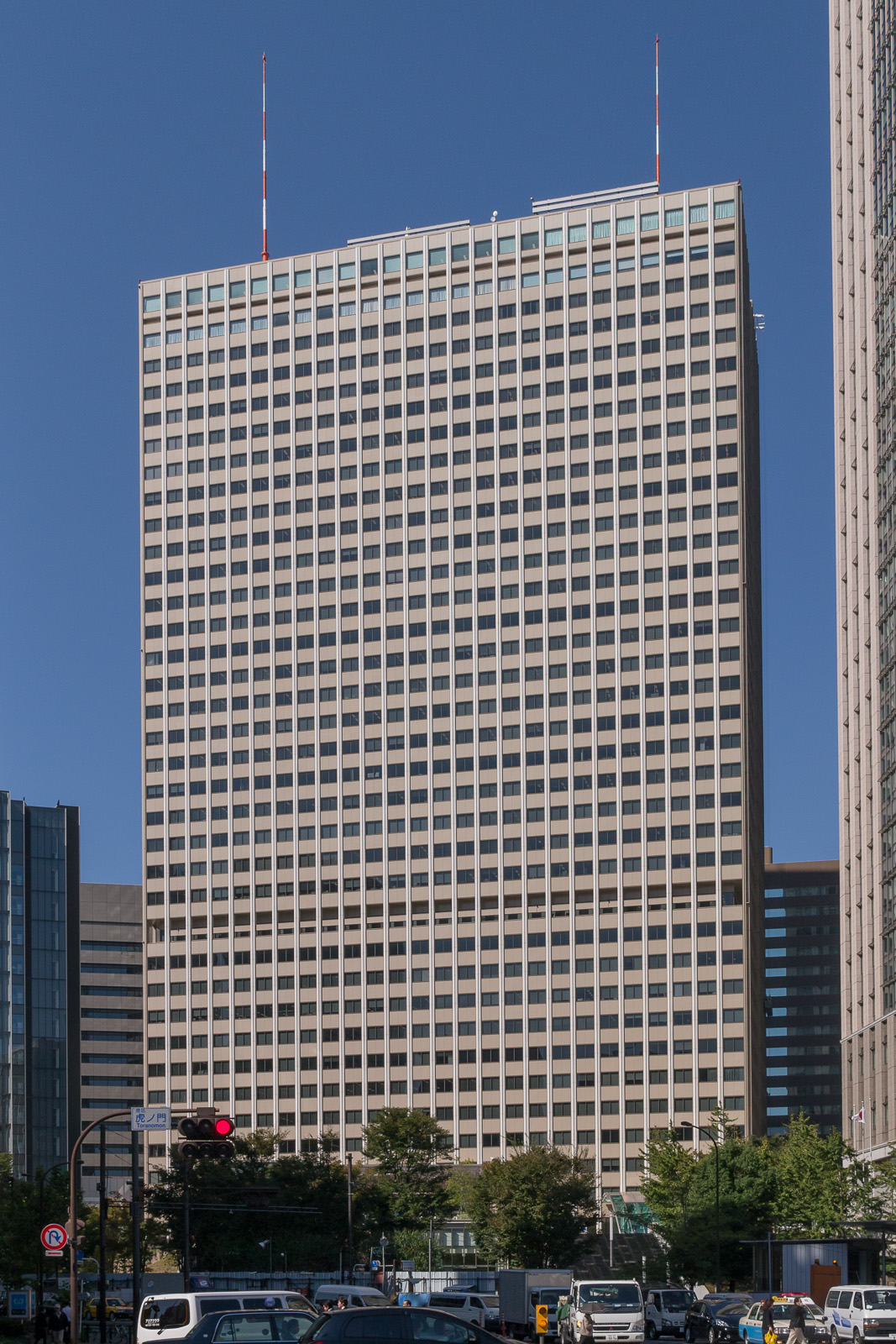
開局時に本社を構えていた霞が関ビル（東京都千代田区）

  - 5月1日 - 学校法人東海大学が、日本初の民間が運営する超短波放送の実用化試験局、FM東海を開局する。
- 1969年（昭和44年）
  - 12月19日 - 郵政省がエフエム東京に予備免許を交付（JOAU-FM、周波数80.0Mc、空中線電力10キロワット）。
- 1970年（昭和45年）
  - 3月17日 - 株式会社エフエム東京が設立。
  - 4月25日 - FM東海が閉局し、エフエム東京に本免許を交付。東海大学の管理を離れる。
  - 4月26日 - 一般放送事業者（現・民間特定地上基幹放送事業者）が運営する超短波放送局「FM東京」が開局。本社は霞が関ビル内に、演奏所はFM東海の設備を引き継ぐ形で、港区虎ノ門の発明会館ビル内に置かれた。
- 1974年（昭和49年）
  - 新宿区西新宿（新宿副都心）の国際通信センタービル（現在のKDDIビル）31階（地上150m）へ本社と演奏所を移転する。この当時31階にあった「スカイスタジオ」からは新宿副都心の景色が一望でき、一般見学も自由に出来た。また同ビル内には後にJFN加盟局の東京支社も入居した。
- 1977年（昭和52年）
  - 8月 -NHK東京FM放送に引き続き、民放初のPCMデジタル録音で収録された番組を放送。
- 1979年（昭和54年）
  - FM多重放送（SCA：Subsidiary communications authority）の実験を始める。
- 1980年（昭和55年）
  - 4局（FM東京、エフエム愛知、FM大阪、エフエム福岡）間にFM放送用PCMステレオ回線が開通し、運用開始。全国FM放送協議会（JFN）の原型となる。
- 1984年（昭和59年）
  - 5月31日 - FM東京らが中心となって、株式会社ジャパンエフエムネットワーク（JFNC）を設立する。
- 1985年（昭和60年）
  - 現在の本社であるFMセンタービル（千代田区麹町1丁目・半蔵門界隈）が完成。11月23日に国際通信センタービルから移転し放送開始[13]。なお、FMセンターは後に8階部分まで増築されている。移転後、国際通信センタービルの本社跡地には、2023年現在Auのコールセンターなどが入居している。
  - FM東京ホールを設ける。
  - FM東京少年合唱団→TOKYO FM少年合唱団を設立する。
  - 初のPCMデジタルステレオ衛星生中継を、日米間でソニー製のPCMプロセッサーPCM-1610を使用して行う。
- 1988年（昭和63年）
  - 4月 - 超短波音声多重放送（独立音声放送）を開始する。
  - 7月 - 初の中継局、新島と八丈島に開局。
  - 8月1日 - 初のFM音声多重放送を開始[14]。
- 1989年（平成元年）
  - 10月13日 - ザ・タイマーズによる「FM東京」事件[15]。
- 1990年（平成2年）
  - 10月1日 - ステーションネーム（愛称）を「FM東京」から「TOKYO FM（TFM）」に変更する[16]。
- 1993年（平成5年）
  - JFN加盟33局を結ぶCSネットワーク運用開始。
  - 6月19日 - パルコと共同でサテライトスタジオ「TOKYO FM 渋谷スペイン坂スタジオ」を渋谷パルコpart.1に設置。
- 1994年（平成6年）
  - 10月1日 - 超短波文字多重放送「見えるラジオ」[注釈 3] を開始。FMセンターの皇居側の通りにあるガラス窓には大型の受信端末「パパラビジョン」が設置された。なお、FMセンターの竣工からパパラビジョンの設置までこのガラス窓には大型ビジョンとしてソニーのジャンボトロンが設置されており、TOKYO FMホールのイベントの様子などを放映していた。
- 1996年（平成8年）
  - JFNセンター竣工。所在地はエフエム東京に近接。
  - 7月30日 - 会員制マルチメディアネットワークサービス「パパラジーコム」（有料放送サービス、のちのTOKYO FMリスナーズクラブ）開始。
- 1998年（平成10年）
  - 3月 - 独立音声放送終了。
- 2000年（平成12年）
  - FMセンター7階の「Qスタジオ」を「スタジオアースギャラリー」へ改修。
- 2004年（平成16年）
  - 2月8日 - 国内FM局初の「SRS Circle Surround」を利用した5.1chサラウンド放送を実施。
- 2005年（平成17年）
  - 11月19日 - 開局35周年記念事業の一環として「渋谷スペイン坂スタジオ」をリニューアルオープン。
- 2006年（平成18年）
  - 10月1日 - 青梅中継局を開局（83.6MHz 20W）。
- 2007年（平成19年）

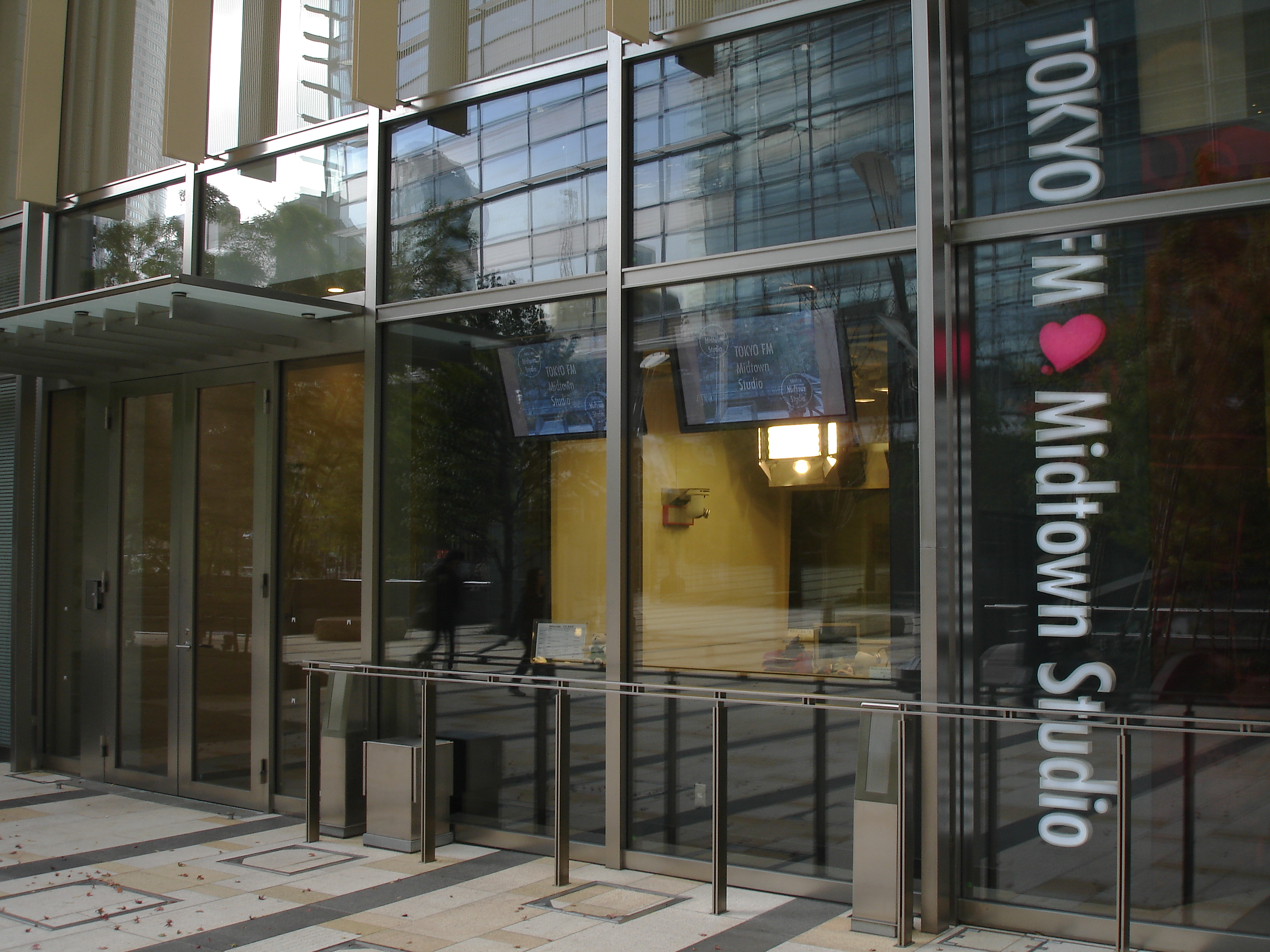
TOKYO FMミッドタウンスタジオ（スターバックスコーヒー店舗に隣接）

  - 3月26日 - スターバックスコーヒージャパン、三井不動産（東京ミッドタウンマネジメント）との共同でサテライトスタジオ「TOKYO FM Midtown Studio」を東京ミッドタウン・プラザ1F・「STARBUCKS TOKYO MIDTOWN COMPLEX STUDIO」店内に設置。

- 2008年（平成20年）

2008年10月から2020年4月まで使用されていたロゴ。

  - 6月30日 - TOKYO FMリスナーズクラブ、サービス終了。
  - 10月1日 - CIを導入。
  - 1990年以来18年ぶりにロゴを変更。キャッチフレーズを「80.Love TOKYO FM」へ一新した。
- 2010年（平成22年）
  - 1月12日 - 八王子中継局を開局する（80.5 MHz, 10W）。
  - 3月15日 - 在京ラジオ6局と共同でインターネットでのサイマル放送「radiko」を試験的に開始[17][18]。
  - 4月26日 - 開局40周年。ホームページをリニューアル。
- 2013年（平成25年）
  - 2月11日 - 東京タワーの送信用アンテナを、NHKがアナログテレビ用に使用していた頂上部に移転し供用を開始[19]。
- 2014年（平成26年）
  - 3月31日 - 「見えるラジオ」を終了。FMセンターの「パパラビジョン」は後年撤去され、2023年（令和5年）現在は局ロゴが掲示されている。
- 2015年（平成27年）
  - 10月1日 - 多摩、武蔵野、埼玉南西部の難聴状態解消のため、東京都西多摩郡檜原村に設置された檜原中継局（86.6 MHz）の予備免許が交付される[20]。
  - 12月8日 - 檜原中継局の本免許を総務省から受ける[21]。
  - 12月14日 - 檜原中継局が午前5時から86.6MHzで運用開始[21]。
- 2016年（平成28年）
  - 3月1日 - V-Low帯マルチメディア放送「i-dio」を東京・大阪・福岡で開始。
  - 7月1日 - 「i-dio」がグランドオープン。
  - 8月7日 - 「TOKYO FM 渋谷スペイン坂スタジオ」を渋谷パルコの建て替えに伴い閉鎖。
- 2017年（平成29年）
  - 1月15日 - 「TOKYO FM Midtown Studio」を閉鎖。
- 2018年（平成30年）
  - 8月9日 - 銀座ソニーパーク内に「Ginza Sony Park Studio」設置。
- 2020年（令和2年）
  - 3月31日 - 「i-dio」が終了。
  - 4月 - 社史「TOKYOFM50年史」を発行。
  - 5月1日 - 開局50周年を迎えたことから、"TOKYO FM"ロゴ[注釈 4]、及びブランドプロミスを"Life Time Audio 80.0"に変更。FMセンターの看板も付け替えられた。
- 2021年（令和3年）
  - 5月31日 - 「Ginza Sony Park Studio」を閉鎖[22]。″
  - 11月17日 - ビデオリサーチが10月18日から24日に行った「ビデオリサーチ首都圏ラジオ聴取率調査」で、TOKYO FMが全日平均の「男女12～69歳」（すなわち調査対象全体）で単独首位を獲得したと発表した。TOKYO FMが単独首位となるのは、現在の区分で調査が始まった2001年（平成13年）10月以来初めてとなる[23]。
- 2023年（令和5年）3月25日 - ビデオリサーチが2月13日から19日まで行った「ビデオリサーチ首都圏ラジオ聴取率調査」でTOKYO FMが全日平均の「男女12～69歳」で首位（同率）を獲得したと発表した。前年4月、6月、8月、10月、12月に続いて6期連続、2022年度の全調査すべて首位獲得という結果になった[24][25]。

## 施設・技術データ
出典

### 地上系放送設備
| 親局   | 周波数   | 空中線 電力 | 実効 輻射 電力 | 送信所概要 （技術情報） | 備考 |
| ------ | -------- | ----------- | -------------- | --- | --- |
| 東京   | 80.0 MHz | 10 kW       | 125 kW         | - コールサイン JOAU-FM - 送信柱 日本電波塔（東京タワー） 送信空中線は地上高333mに位置。 - 送信 空中線 スーパーターンスタイルアンテナ6段4面、2L双ループアンテナ2段4面（北方向のみ1段） 古河C&B株式会社による施工。 - 2013年（平成25年）2月11日に、NHK東京（NHK総合・Eテレ）のアナログ放送で使用していた最上部（海抜高351m）の空中線を撤去して、新たにTFM用の空中線を設置した。2013年2月10日以前は、地上高204mのスーパーゲインアンテナ8段4面を使用、実効輻射電力44kWだった。 - 檜原予備送信所 - 西多摩郡檜原村大字下元郷の臼杵山にあり、檜原中継局が併設されている。 | |
| 中継局 | 周波数   | 空中線 電力 | 実効 輻射 電力 | 送信所概要 （技術情報） | 備考 |
| 新島   | 76.7 MHz | 100 W       | 250 W          | | |
| 八丈島 | 84.3 MHz | 10 W        | 9.1 W          | | |
| 檜原   | 86.6 MHz | 300 W       | 800 W          | - 東京都西部・埼玉県南西部の受信環境改善を目的に設置された。 | 山間部の中継局としては異例の高空中線電力である。 西多摩郡檜原村（臼杵山）の予備送信所（80.0 MHz）に併設されている。 |
| 青梅   | 83.6 MHz | 20 W        | 32.4 W         | | |
| 八王子 | 80.5 MHz | 10 W        | 20 W           | | |

### 聴取方法
| メディア                          | チャンネル など | 対象地域                                                                               | 備考 |
| --------------------------------- | --------------- | -------------------------------------------------------------------------------------- | --- |
| 地上波FMラジオ                    | 80.0 MHz 他     | 東京都（東京、八王子、青梅、新島、八丈島、檜原）とその周辺地域                         | 上記参照 |
| 衛星放送「ミュージックバード」    | 125ch           | 全国                                                                                   | |
| 有線放送「キャンシステム」        | D-2             | 関東エリア（宇都宮エリアを除く）                                                       | |
| 有線放送「USEN440」               | C/G-37          | 関東、群馬、栃木、茨城の各地区                                                         | |
| 有線放送「SOUND PLANET」          | J-72            | 関東、群馬、栃木、茨城の各地区                                                         | |
| 有線放送「USEN on フレッツ」      | W10             | 関東地区                                                                               | 1チャンネルだけ使っているが、ステレオ放送である。                                                                                           |
| 「スカパー!プレミアムサービス光」 | 80.0 MHz        | 東京都、神奈川県、埼玉県、千葉県、茨城県                                               | |
| 各地のケーブルテレビ              | 事業者による    | 関東地区とその周辺                                                                     | |
| 小笠原村防災行政無線              |                 | 東京都小笠原村                                                                         | 戸別受信機でモノラル放送を聴取。 |
| radiko                            | radiko          | 東京都、神奈川県、埼玉県、千葉県、茨城県、栃木県、群馬県、日本全国（radikoプレミアム） | 2010年3月15日から同年11月末まで実用化試験配信、12月から本格運用。2014年4月1日からradiko.jpプレミアムで全国配信を開始。放送局記号は「FMT」。 |

- 衛星放送やインターネットの再送信によって、地上系による放送の放送対象地域である東京都のみならず日本全国で聴取できる。
- 地上波ラジオの放送免許上のエリアは東京都のみであるが、JFN系列局が所在しない神奈川・埼玉・千葉・茨城の4県のほか、系列局が所在する栃木（エフエム栃木）・群馬（エフエム群馬）の2県を含めた1都6県を放送エリアと認識している[29][30]。上述の通り、檜原中継局は埼玉県南西部の受信環境改善も目的に設置されている[21]。
- 遅延が発生する上記配信サービスでは、時報は一切放送されない。

### スタジオ
- スタジオアースギャラリー - 2000年に稼働開始。FMセンタービル7階にある、専用副調整室付きオープンスタジオ。2つのスタジオがある。屋外の様子が見えるガラス張り。放送上では「TOKYO FM アースギャラリー」あるいは「東京・半蔵門のアースギャラリー」とも呼ばれる。
  - 2つのスタジオの間には小規模のアナブースがあり、ここから『JFNニュース』・『TOKYO FM NEWS』などが放送されている。
  - 1985年の完成当時から2000年まではQスタジオという名称で、竣工当初は「未来型カプセルスタジオ」と銘打っていた。その名の通り当時のブース内は宇宙船をイメージした円形構造になっており、さらに移転当初はマイクとカフを全てテーブルに埋め込んでいた（後に従来の形式に復する[注釈 6]）。Qスタジオのブースは1つしか無かったため2000年にアースギャラリーに大規模改修されるまでは、基本的に1つのブースのみで生番組を制作していた。
  - 平日に放送されているワイド番組[注釈 7]、金・土曜日の生放送番組[注釈 8] で多く使用されている。
  - 台風等の悪天候時、新型コロナウイルスといった社会情勢により、サテライトスタジオを使用できない場合は、臨時でアースギャラリーを使う場合もある。
- スタジオイリス - FMセンタービル7階にあるレコーディング兼公開放送用のスタジオ。FMセンタービルの竣工当初は24チャンネルのマルチ録音機器を備えたレコーディングスタジオとしての運用で、後に「スタジオイリス」の名称が付き、公開放送にも使われるようになった。放送用に使う音楽のレコーディングや併設されているTOKYO FMホールの録音、ブロードバンド配信も可能としている。入口には名前の由来が書かれたボードが掲示されている[35]。
  - スタジオ内にはステーションロゴの入ったバックパネルが設置されており、パーソナリティやゲストの写真撮影などに使用される。
  - ゲストが弾き語りを披露する場合や、音楽番組の収録を行うため、スタジオにはスタインウェイ製のグランドピアノが用意されている[36]。
  - 2020年4月頃から2021年11月頃までは、新型コロナウイルスの感染拡大防止の観点から、本来はスタジオアースギャラリー2を使用する番組[注釈 9]などでも使用し[37]、各番組内でのゲストコーナーではパーソナリティとゲスト間のソーシャルディスタンスを確保してトークを繰り広げていた[38]。しかし、2022年2月ごろから再び感染拡大防止のため「山崎怜奈の誰かに話したかったこと。」と「News Sapiens」のみ、イリスからの放送に戻った[39]。
  - 2023年現在は『いいこと、聴いた』、『From INI』[40]などの収録番組でも使用されている。
- JFN配信番組（Bライン）制作用スタジオ - FMセンタービル3階及び7階に設置[注釈 10]。
  - このうち、FMセンタービル7階に設置されているスタジオはLスタジオと呼ばれ、JFNC製作だけでなく『TOKYO SPEAKEASY』や『ON THE PLANET』などの深夜番組で使用されている。
- ミュージックバードのコミュニティFM供給用の制作用スタジオ- FMセンタービル4階に設置。
- 収録スタジオ - FMセンタービル8階に設置されている録音専用のスタジオ。収録番組[注釈 11] や、AuDeeの配信番組で使用されるスタジオが計6つ設けられている。
- interfm制作用スタジオ- 2023年2月からFMセンタービル7, 8階のスタジオを利用して一部番組の生放送等に使用。2024年1月からはFMセンタービル2階（TOKYO FMホール脇）に専用の生放送スタジオが設けられ、テレビ東京天王洲スタジオ内のスタジオ設備が完全移転した。

### サテライトスタジオ

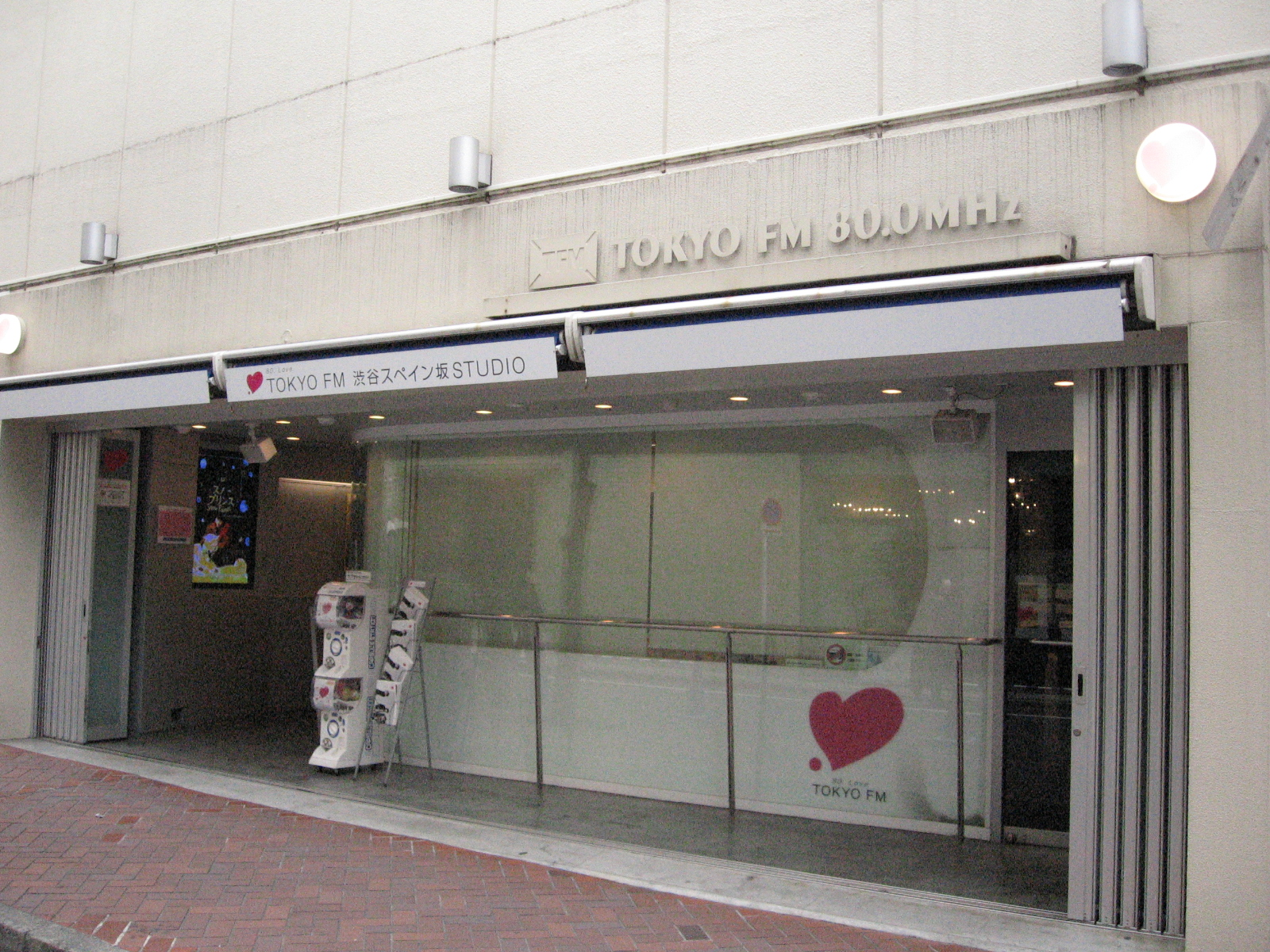
TOKYO FMスペイン坂スタジオ（2010年1月11日撮影）

2021年6月以降は無し。

## 番組

### 聴取率
TOKYO FMを始め在京各局では、放送対象地域内において、ビデオリサーチが1990年から、東京駅から35km圏内における居住者の聴取状況（個人聴取率）を偶数月（2月・4月・6月・8月・10月・12月）に調査している。調査期間は基本として第3週の7日間だが、2009年までの4月・6月・8月には2週間にわたって実施していた。
1988年のJ-WAVE開局以降は熾烈な聴取率争いが展開されていたが、それでもTOKYO FMが優勢な状況が続いていた。特に90年代半ばまでは最も優勢であり、J-WAVEが番組路線を変えるまでに至る。
しかし、90年代後半になると、徐々に聴取率が低下。この頃に目立ったのは、「番組内容・コンセプトの大幅な変更を実施した際でも、番組タイトルはそのまま継続」というスタイルであるが、『FMソフィア』や『アフタヌーン・ブリーズ』などはそのたびに大変化となり、結果として愛着あるリスナーを徐々に離すこととなり、この時期から、改編期ごとに新番組が目立つようになる。東京都で2局目の民放FM局で直接的なライバル局であるJ-WAVEに加え、1998年に送信所を移転して以降関東の広範囲で聴けるようになったエフエムナックファイブ（NACK5）が2004年にJ-WAVEと同率ながら聴取率首位をとると、三つ巴の構想にかわるが、事実上“J-WAVEとNACK5との首位争い”にTOKYO FMが一歩遅れて続いていた。
2021年10月期の調査で全日平均の「男女12～69歳」で単独首位を獲得して以降、さらに好調となっており、7期連続で首位を獲得。その後ニッポン放送の猛追もあり、混とんとした状態が続く。

## オープニング・クロージング
オープニング - 月曜早朝4:55:45からインターバル・シグナルの「シェーレンポルカ（ドイツ語: Schnellpolka）」に続き、局名告知、中継局と周波数・出力を案内したのちに、ステーションジングルを放送する。
クロージング - 日曜深夜2:00の時報に続き、ステーションジングルと局名告知、中継局と周波数・出力を案内したのちに、「歌は終わりぬ（英語: The Song Is Ended (but the Melody Lingers On)）」で放送を休止する。
- 現在は村田睦アナウンサーが担当[注釈 24]する。

インターバル・シグナル - 前身のFM東海から同一音源を使用する。
- 開始音楽（オープニング）：「シェーレンポルカ（演奏：アンゲルファミリー楽団）」
- 終了音楽（クロージング）：「歌は終わりぬ（演奏：マントヴァーニ楽団）」[44]

局名告知 - 「こちらは、JOAU-FM エフエムとうきょう。お聴きの放送は、TOKYO FMです」と呼出名称と愛称の両方をアナウンスしている。東京本局は従来「TOKYO FMの放送は……」に続き「周波数80.0MHz……」と告知していたが、2015年12月14日の檜原局開局を機に「東京タワー芝送信所 周波数80.0……」と変更した。従来は当局のみ「〇〇中継放送局」とアナウンスしていたが、「〇〇中継局」へ変更した。
特例
- 2012年12月9日のクロージングと12月10日のオープニングは、"80.Love"のステーションジングルを『秘密結社鷹の爪』とコラボレーションしたジングル「TOHYO（投票） FM」に変更し、局名告知も「エフエム東京、TOHYO FMです」と「TOKYO FM」の部分のみ差し替えた。コラボレーションは2013年7月14日のクロージング、7月15日のオープニングでも行われた。詳細は後述する。
- 旧アンテナ送出最終放送の2013年2月10日クロージングと、通常放送新アンテナ初送出の2月11日のオープニング[注釈 26]は、中継局と周波数・出力に加え、アンテナの地上高もアナウンスした。オープニング直後に小林克也が局名を告知し、2月24日までの毎日4:59に、TOKYO FMで番組を担当する「安部礼司」などのキャラクターを含む日替わりパーソナリティーらが局名を告知した。2月18日は『秘密結社鷹の爪』キャラクターの吉田君がオープニングで局名告知した。

## ジングル

### ステーションジングル
- 2020年5月1日 - ：『Tokyofm Eighty〜』[注釈 27]

作曲、歌、コーラスは、SMOOTH ACEの重住ひろこ

### 全国ネット枠の時報後と番組終了後のジングル
2001年4月から「TOKYO FMおよびFM OSAKAをキーステーションに」放送する全国ネットの番組（一部を除く）で、時報後と番組終了後の約10秒ほどジングルが流れている。
- 2020年5月1日 - ♪tokyo fm 80〜♪[47]

## 対外広報活動

### キャッチフレーズ（CI）
- 「Life Time Audio 80.0」（ライフ・タイム・オーディオ エイティ・ポイント・ゼロ）

開局50周年を迎えた2020年5月1日に使用開始。ジングルは「TOKYO FM 80」（トウキョウエフエム・エイティ）を多用。

### TOKYO FM ステーションキャンペーン
- 「“EARTH CONSCIOUS” -地球を愛し、感じる心-」（1990年 - 現在）
- 「“HUMAN CONSCIOUS” -命を愛し、つながる心-」（2005年 - 2011年3月、2012年4月 - [注釈 30]）

「EARTH & HUMAN CONSCIOUS」の活動は、コスモ石油とTOKYO FMを中心に、JFN系局合同で行なっている。
「EARTH CONSCIOUS」活動の一環として、毎週月曜日を「Green Monday」と称し、グリーン電力を活用した放送を行っている。

### フリーペーパー
番組の情報やタイムテーブル、番組出演者のインタビューを載せたフリーペーパー「Monthly Timetable」 を毎月末に発行している。主要CDショップのほか、Tokyofmホームページで入手可能。

## アナウンサー
Category:TOKYO FMのアナウンサーも参照。
- 村田睦
- 鈴木晶久（元・エフエム山口アナウンサー。フリー期間を経て2012年3月から報道・情報センター所属）
- 手島千尋（元・秋田朝日放送→新潟放送→テレビ埼玉アナウンサー。フリー期間を経て2019年9月入社）
- 後藤亮介

## 災害関連
全国ネットワークを保有する日本で唯一の民放FM である。
- 2011年3月11日14時46分 - 東日本大震災。18日までの一週間、特別編成となる。
  - 3月11日、12日はTOKYO FMアナウンサー、またはTOKYO FMで番組を担当するフリーアナウンサーがおおむね3時間 - 4時間を担当する。
  - 13日以降は、TOKYO FMの番組編成の区切りごとにDJが出演する。『SCHOOL OF LOCK!』は単独番組で編成された。
  - 18日の『クロノス』から通常編成に戻り、NEWSやTRAFFICにおけるTFMジングルが放送されるようになった。企業各社の番組スポンサード自粛は継続。
  - 震災関連番組として、『特別番組 音楽のチカラ』を東京ローカル、全国ネット、東北・東京ネットで随時放送。
- その他、地震、台風、記録的豪雨等、災害発生時は、通常番組を変更し、報道特別番組となる場合がある。

## 新型コロナウイルス関連
- Ginza Sony Park Studioからの公開生放送番組は、2020年2月28日からTOKYO FMスタジオアースギャラリーからの非公開放送に切り替えられた。
- 2020年4月16日、報道・情報センター勤務の男性社員が、4月15日付で新型コロナウイルスに感染したと発表。安倍首相（当時）が緊急事態宣言を発出した衆院議院運営委員会を傍聴していた[63]。
  - 上記に伴い、各ワイド番組では一定期間TOKYO FM外の場所から放送するリモート放送の措置が取られた。
    - 特に日曜日に放送されている『山下達郎の楽天カード サンデー・ソングブック』は2020年に発出された緊急事態宣言を受けて、出演者の山下達郎を含むスタッフ全員が自宅で番組を制作できる体制を整え番組の制作を行っていた。

  - 上記の措置終了後も、番組ごとに状況に応じてリモート放送を実施している。

## FM放送以外の事業

### 映画
※在京テレビキー各局と共同制作することが多い。
- おろしや国酔夢譚
- HANA-BI
- 菊次郎の夏
- TAKESHIS'
- ドラゴンヘッド
- 命
- Go
- 亡国のイージス
- 下妻物語
- ロボコン
- Tokyo Tower 〜東京タワー〜
- 北の零年
- 69 sixty nine
- 深呼吸の必要
- 8月のクリスマス
- 東京ゾンビ
- ありがとう
- 武士の一分
- パッチギ! LOVE&PEACE
- 監督・ばんざい!
- 夕凪の街 桜の国
- 母べえ
- アキレスと亀
- デトロイト・メタル・シティ
- ハゲタカ
- 僕の初恋をキミに捧ぐ
- ゼロの焦点
- SPACE BATTLESHIP ヤマト
- 婚前特急
- 大鹿村騒動記
- 北のカナリアたち
- のぼうの城
- 風立ちぬ
- 鷹の爪GO〜美しきエリエール消臭プラス〜
- すべては君に逢えたから
- 永遠の0
- 小さいおうち
- ふしぎな岬の物語
- 日々ロック（TOKYO FM開局45周年記念作品）
- 進撃の巨人 ATTACK ON TITAN

### 出版
- 地球音楽ライブラリーシリーズ
- 世界の中心で、愛をさけぶ（ラジオドラマCDブック）
- ブーアの森
- 日本昔ばなし 〜フェアリーストーリーズ - ホリプロ45周年を記念して同事務所の所属タレントが朗読する書籍扱いのCD。
- SCHOOL OF LOCK! DAYS
- SCHOOL OF LOCK! DAYS2
- SCHOOL OF LOCK! DAYS3
- SCHOOL OF LOCK! DAYS4
- 放送室
- discord
- AVANTI Cocktail Book - 『SUNTORY Saturday Waitingbar AVANTI』から生まれたカクテル読本。2007年に第2作が出版。
- あ、安部礼司 脚本集（Vol.1 - Vol.7） - 『あ、安部礼司』内で声優陣が読み上げた内容がそのまま移してある（アドリブは含まない）。Vol毎にシーズンが分かれている。
- 空散歩日和 - 堀江由衣のフォトエッセイ集。

### テレビ放送事業
- 東京メトロポリタンテレビジョン

### レストラン運営
「TFM RESTAURANTS」として、3店のレストランを運営していた。☆印の店はクーポンを発行していた。

### その他
- TOKYO FM少年合唱団
- ミュージカル『本気でオンリーユー』（竹内まりやの曲を原案にしたもの）
- EARTH×HEART LIVE
- TOKYO FM ネット検定（ジグノシステムジャパンと共同運営）
- TOKYO FM+（TOKYO FMのニュースサイト・ジグノシステムジャパンと共同運営）
- 閃光ライオット→未確認フェスティバル（SCHOOL OF LOCK!でのイベント）
- YOUNG FLAG
- TOKYO FM WORLD
- JOGLIS

## 不祥事

### 不正会計問題
2019年（令和元年）5月29日、2019年3月期決算の会計監査において、会計上及び内部統制上の問題が発見されたとして、事実関係を調査する第三者委員会を設置したことを明らかにし、合わせて同日予定されていた決算発表を延期した。エフエム東京（TFM）によれば、過年度を含む決算において、連結対象の範囲について会計上・内部統制上の問題があり、監査法人から監査報告書を受け取れなかったことによる。
併せて11人の取締役のうち、冨木田道臣会長や千代勝美社長を始めとする7人が、同年6月25日の株主総会を持って退任し、ジャパンエフエムネットワーク社長の黒坂修が新社長に就任するなど、経営体制が刷新される事になった。
同年8月21日に第三者委員会による調査報告書を公表、その中で2017年3月期から2019年3月期の連結決算に関連し、V-Low帯マルチメディア放送サービス「i-dio」の事業不振で生じた赤字を隠す目的で、損失を抱えた子会社を連結対象から外す不正な株取引があったと発表した。これによればi-dioのコンテンツプロバイダーであるTOKYO SMARTCAST（TS）で生じた赤字を隠すため、2017年3月期に千代前社長が知人の企業にTS社の株式を購入するよう依頼、知人企業がTS社の株式3,000株を引き受け1.5億円を出資した。これによりTFMのTS社に対する持ち株比率が下がるが、株式の引受期間が3ヶ月の約束となっていたことから、TFM子会社のジグノシステムジャパンが2,000株を買い戻し、知人に対し顧問料の名目で総額396万円が支払われた。報告書ではこの経緯から一連の取り引きは「出資」ではなく「融資」であると判断している。
報告書ではこの他にも、i-dioのソフト事業者である東京マルチメディア放送とTS社との間で締結された、i-dioアプリのダウンロードを促進させる業務委託契約がTS社支援を目的としたものであり、TS社に支払われた4000万円が過大であったこと、銀行を介してTS社に貸し付けを行った際、必要な取締役会への報告を怠ったこと、TFMのラジオ番組に関する広告会社との取引にTS社を関与させて手数料を供与していたことなども問題点として指摘。TS社の取締役の過半数をTFMやグループ会社の役職者で占めているため、TS社が連結子会社であると認定している。
一連の問題行為について、報告書では冨木田前会長や千代前社長など、i-dio事業に関与した多数の役職員によって組織的に行われたと指摘。i-dio事業全体の状況が芳しく無く、これが社外取締役を含むTFMの取締役や株主等に広く共有され、撤退を含めたi-dio事業の抜本的な見直しや事業を推進してきた経営陣の責任が問われるため、これを回避する目的が動機だったとしている。冨木田前会長の代表取締役としての在任期間が長く、権限が集中して異を唱えることができない企業風土ができあがった事も、問題点として指摘している。
第三者委員会の報告書を受けて、記者会見した黒坂社長は「公共性の高い放送事業者としてあってはならない。心より深くおわび申し上げる」と謝罪、9月末を目処に修正した過年度と2019年3月期の連結決算を公表するとともに、企業ガバナンス体制の再構築を進める。旧経営陣に対しても、損害賠償請求訴訟を起こすことも検討している。
10月8日に2019年3月期及び修正した過年度の決算を発表、過年度分は下方修正したほか、2019年3月期決算はi-dio事業の不振やFM放送の広告収入の伸び悩みから売上高は前期比2%減の181億円となり、さらにi-dio事業に関する特別損失を計上したことで、最終損益は83億円の赤字となった。こうした事から、8月の記者会見時ではi-dioの事業継続を目指してパートナー候補の企業と協議を進めてきたものの、TFMが同事業に対して財務的な限界に達したことから、今後追加の投融資を行わないと取締役会で決議し、同事業からの撤退を決定した。今後はi-dio事業の主体であるジャパンマルチメディア放送が有力な事業パートナー候補との交渉を中心に引き続き事業継続の検討を進めるとしていた。しかし、最終的には同年12月25日に2020年3月31日をもって放送を終了すると発表した。
2022年（令和4年）4月19日、TFMは冨木田・千代ら旧経営陣4人に対し、計4億8230万円の損害賠償を求めて、東京地方裁判所に提訴したことを発表した。
2024年（令和6年）10月10日、東京地裁（笹本哲朗裁判長）は「取締役としての任務を怠った責任がある」などとして、4人に計約2億8000万円の支払いを命じた。一方、元会長ら2人が同社に退職慰労金を求めた訴訟では、請求通り同社に計約2億8000万円の支払いを命じた。

### 社長によるパワハラ言動
2024年6月から8月にかけて、社長の黒坂修が大声で恫喝するなど、不適切な言動があったとする内部通報が複数件寄せられ、常勤監査役による調査が行われた。9月26日に取締役会で調査報告がなされたが、それに先立ち黒坂の代表職及び社長職の辞意が表明された。これを受けて10月1日付で会長の唐島夏生が代表取締役社長執行役員に就任、黒坂が取締役会長に就く人事を発表した。あわせてガバナンスの強化を目的とした組織体制の変更を実施するほか、黒坂による言動が元で社内の混乱やモチベーション低下、人材の流出を招いたとして、黒坂の月額報酬の一定率を年度内（8ヶ月）分の減額処分を既に実施していることを発表、また唐島についても混乱を未然に防げなかったとして月額報酬の一定率削減を10月より3ヶ月間実施することも決定した。

## 今後の予定・その他
TOKYO FMは総務省に、国内では従来地上アナログテレビ放送で使用されていた周波数帯域、VHF-Low帯（95～108 MHz）の利活用方策に、既存FM局が広域放送を実施できるよう、そのための周波数の配分、FM中継局用の周波数の追加配分を希望・提案している。

また、番組供給会社のジャパンエフエムネットワークと特別加盟局のinterfmを除く当局含めたJFN系列38局は関連会社の東京メトロポリタンテレビジョン（TOKYO MX）とともにACジャパン（旧・公共広告機構）の正会員企業の一つである。